# Creswell (Oregon)
Creswell is een plaats (city) in de Amerikaanse staat Oregon, en valt bestuurlijk gezien onder Lane County.

## Demografie
Bij de volkstelling in 2000 werd het aantal inwoners vastgesteld op 3579. In 2006 is het aantal inwoners door het United States Census Bureau geschat op 4754, een stijging van 1175 (32,8%).

## Geografie
Volgens het United States Census Bureau beslaat de plaats een oppervlakte van 3,2 km², waarvan 3,1 km² land en 0,1 km² water. Creswell ligt op ongeveer 153 m boven zeeniveau.

## Plaatsen in de nabije omgeving
De onderstaande figuur toont nabijgelegen plaatsen in een straal van 28 km rond Creswell.